# Koninklijke Orde van Moniseraphon
Het Koninkrijk Cambodja kent een groot aantal ridderorden en onderscheidingen. Een daarvan is de op 8 april 1905 door koning Sisowath ingestelde Koninklijke Orde van Moniseraphon of Muni Isvarabarna. 

Een historische voortzetting van de Ridderorde van de Orde van de Academische Palmen voor wetenschappelijke verdiensten, ingesteld door Napoleon I op 17 maart 1808.

De orde had bij de oprichting één enkele graad. Na het herstel van de Cambodjaanse monarchie in 1994 werd het systeem van ridderorden aangepast en uitgebreid. De door koning Sihanouk in 1948 hervormde, in 1961 tot vijf graden uitgebreide en ook na 1994 aangehouden "Koninklijke Orde van Moniseraphon" kent nu vijf graden. De onderscheiding wordt voor verdiensten in de wetenschap toegekend.

## Graden

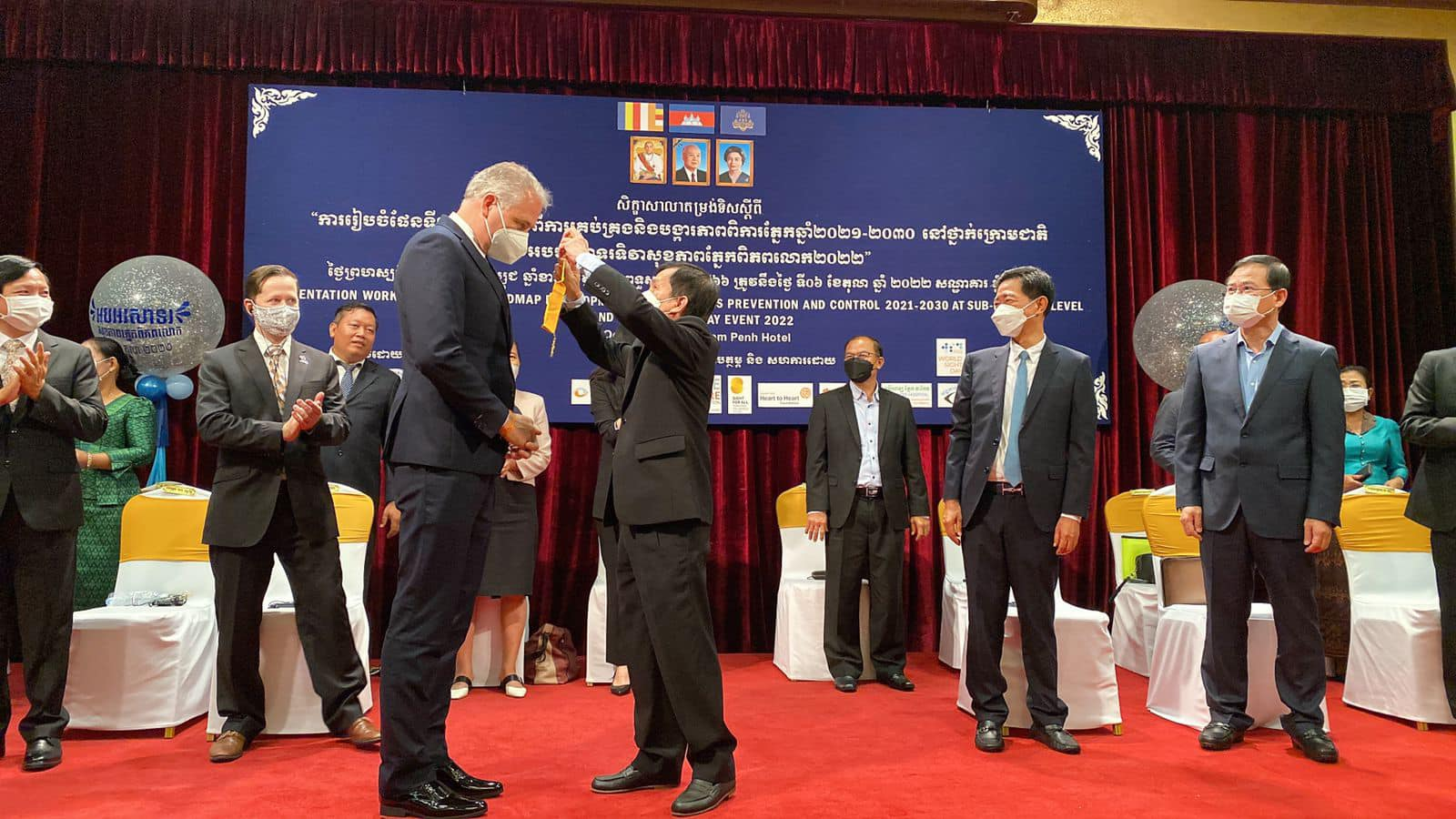
Z.E. Sea Huong (Staatssecretaris Ministerie van Volksgezondheid) benoemt de Nederlandse Björn Stenvers tot Commandeur in de Orde van Moniseraphon

De graden van de orde zijn:
- Maha Siri Yudha (មហាសេរីវឌ្ឍន៍) of Grootkruis (GCM)
- Siri Yudha (មហាសេនា) of Grootofficier (GOM)
- Dhipadinda (ធិបឌិន្ទ) of Commandeur (KCM)
- Sena (សេនា) of Officier (OM)
- Assarariddhi (អស្សឫទ្ធិ) of Ridder (KM)

## Post-nominals
De hogere rangen van Ridder Grootkruis geven hun leden het recht de titel te gebruiken als post-nominale: GCM; (Ridder) Grootofficier GOM; (Ridder) Commandeur, KCM.

De lagere rangen van Ridder Officier gebruiken de post-nominale OM; en Ridder, KM. Leden van alle klassen van de orde krijgen posities in de rangorde toegewezen.

## Titelhouders
| Year appointed | Class                   | Name                                                            | Post-nominals |
| -------------- | ----------------------- | --------------------------------------------------------------- | ------------- |
| onbekend       | Commandeur              | Fortunato Abat                                                  | KCM           |
| onbekend       | Grootofficier           | Hor Namhong                                                     | GOM           |
| onbekend       | Commandeur              | Gunapala Piyasena Malalasekera                                  | KCM           |
| onbekend       | Commandeur              | H.H. Norodom Arunrasmy                                          | KCM           |
| onbekend       | Commandeur              | Z.H. Norodom Yuvaneath                                          | KCM           |
| onbekend       | Grootkruis              | Z.K.H. Norodom Sihamoni                                         | GCM           |
| onbekend       | Grootkruis & Commandeur | Haruhisa Handa                                                  | GCM CM        |
| 2003           | Commandeur              | Yōhei Sasakawa                                                  | KCM           |
| 2003           | Grootofficier & Ridder  | Dr. Kao Kim Hourn                                               | OM KOM        |
| 2006           | Commandeur              | Dr. Kao Kim Hourn                                               | KCM           |
| 2007           | onbekend                | Horst Posdorf                                                   | onbekend      |
| 2007           | Grootofficier           | Siddhartha Kaul                                                 | GOM           |
| 2008           | Grootkruis              | Dr. Rikhi Thakral                                               | GCM           |
| 2009           | Grootofficier           | Okhna Mengly J. Quach                                           | GOM           |
| 2011           | Officier                | Zahng Gil-jah                                                   | OM            |
| 2012           | Commandeur              | Dr. Sriram Bhagut Mathe                                         | KCM           |
| 2014           | Commandeur              | Allen Dodgson Tan                                               | KCM           |
| 2014           | Commandeur              | Len Leon Austin                                                 | KCM           |
| 2015           | Grootkruis              | George Reiff                                                    | GCM           |
| 2015           | Grootofficier           | Mahmood Abdul Kader Alshahwarzi for Al-Serkal Mosque Phnom Penh | GOM           |
| 2015           | Grootofficier           | Dr. Stéphane Xavier Racine                                      | GOM           |
| 2015           | Commandeur              | Mustafa Shoeb Zalotrawala for Al-Serkal Mosque Phnom Penh       | KCM           |
| 2015           | Commandeur              | Mohamed Muktar Ahmed for Al-Serkal Mosque Phnom Penh            | KCM           |
| 2015           | Grootkruis              | Miki Watanabe                                                   | GCM           |
| 2017           | Grootkruis              | Khun-Neay Khuon                                                 | GCM           |
| 2017           | Grootkruis              | Anne Lemaistre                                                  | GCM           |
| 2017           | Grootofficier           | Patrick Paul Seger                                              | GOM           |
| 2017           | Grootkruis              | Magnus Saemundsson                                              | GCM           |
| 2017           | Grootkruis              | Allen Dodgson Tan                                               | GCM           |
| 2018           | Commandeur              | Dr. Fraser Cameron                                              | KCM           |
| 2018           | Commandeur              | Robert Cripps                                                   | KCM           |
| 2018           | Commandeur              | Thomas Cripps                                                   | KCM           |
| 2018           | Commandeur              | Rev. Franklin Graham                                            | KCM           |
| 2018           | Commandeur              | James Kenneth Isaacs                                            | KCM           |
| 2018           | Commandeur              | Patrick Paul Seger                                              | KCM           |
| 2018           | Commandeur              | Bob Jacob                                                       | KCM           |
| 2018           | Commandeur              | Amy Tennent                                                     | KCM           |
| 2019           | Grootkruis              | Charles Wilson Matthews                                         | GCM           |
| 2019           | Grootkruis              | Patrick Paul Seger                                              | GCM           |
| 2020           | Grootkruis              | Rho Hyunjun, Country Director, KOICA                            | GCM           |
| 2020           | Grootofficier           | Kang Hwang Wook, Deputy Country Director, KOICA                 | GOM           |
| 2022           | Grootofficier           | Edouard George, President, Phoenix Voyages Group Ltd            | GOM           |
| 2022           | Commandeur              | Dr. James Muecke AM, Chair of the Board, Sight for All          | KCM           |
| 2022           | Commandeur              | Bjorn Stenvers, CEO, Eye Care                                   | KCM           |
| 2022           | Commandeur              | Kate Moynihan, CEO, Seva_Foundation                             | KCM           |
| 2022           | Commandeur              | Hu-Jeong Moon, Director, Heart to Heart Foundation              | KCM           |
| 2022           | Commandeur              | Ek Sarou, Director, Battambong Ophthalmic Center                | KCM           |
| 2022           | Commandeur              | Z.E. Leung Chun-Ying, President, GX Foundation                  | KCM           |
| 2022           | Commandeur              | Sambath Pol, Eye Care                                           | KCM           |
| 2022           | Ridder                  | Horm Piseth, Eye Care                                           | KM            |
| 2022           | Ridder                  | Prof. Mar Amrin Member, National Program for Eye Health         | KM            |
| 2022           | Ridder                  | Somuny Ouk, Eye Care                                            | KM            |
| 2022           | Officier                | Judy Hatswell, CEO, Sight for All                               | OM            |
| 2023           | Grootkruis              | Gen. Chavalit Yongchaiyudh                                      | GCM           |
| 2023           | Commandeur              | Jane Madden, Frew Hollows Foundation                            | KCM           |
| 2023           | Commandeur              | Gabi Hollows, Frew Hollows Foundation                           | KCM           |
| 2023           | Commandeur              | Jon Crail                                                       | KCM           |
| 2024           | Ridder                  | Liu Zhen                                                        | KM            |
| 2025           | Grootkruis              | prof. dr.Lut Lynen                                              | GCM           |
| 2025           | Grootkruis              | prof. dr.Wim Van Damme                                          | GCM           |
| 2025           | Grootkruis              | Mr. Trevor Gile, the Liger Charitable Foundation                | GCM           |
| 2025           | Grootkruis              | Ms. Agnieszka Tynkiewicz-Gile, the Liger Charitable Foundation  | GCM           |
| 2025           | Groot Officier          | Mr. Dominic Sharpe, Liger Leadership Academy                    | GOM           |
| 2025           | Groot Officier          | Major Ian Brookes (retired)                                     | GOM           |